# 媽靈宮
24°35′14″N 120°43′33″E / 24.587273°N 120.725782°E
媽靈宮，是位於臺灣苗栗縣後龍鎮南港里赤土崎的廟宇，為從陰廟轉變。廟產還有一座祭祀蔣中正的神殿，乃電影《大佛普拉斯》場景之一。

## 傳說
在尚未有縱貫線與濱海公路前，地形背山面海的赤土崎，為當地主要樞紐道路，從此往北越過後龍溪可進入後龍市區，往南可經白沙屯進入通霄。但因赤土崎偏遠、平時人煙罕至，加上過去竹林之中有一萬善塚，因此造成行人更加恐懼。
地方相傳早期有人路過赤土崎此地常見異象，甚至連馬都會浮燥不安，因此經過此地都會灑金銀紙祈求平安。還傳說行人在黑夜中時常見有一男一女趨前引導，不論行人腳步或疾或緩，引導者的背影皆與行人保持一定距離，直到走出赤土崎的道路後，該對男女才驟然消失，地方遂咸認為萬善塚顯聖引路。
當地從事漁業營生的居民也會對萬善塚許願豐收。〈厲鬼變正神：論後龍赤土崎「媽靈宮」大眾媽信仰的變異〉作者蔡承甫的外祖父表示，早年萬善祠尚未改建時，下大雨前或颱風前的黃昏就會看見此地出現一顆火球，居民認為在預示風雨即將來臨須嚴加提防。另外還傳說一位商人，途經萬善義附近時，若見到一男一女站在路旁，該日生意必定大佳。商人遂發願生意穩定獲利後，便要雕塑神像供奉，後來果真應驗，因此成為媽靈宮第一代金身的由來。

## 沿革
台灣日治時期，居民在赤土崎地區挖出不少白骨，遂集資興建小廟供奉。建廟時間為1930年，稱為「大眾廟仔」、「萬善祠」，1950年代出現「大眾媽廟」之稱。
1960年代，廟體從原先不具門神的三面壁建築，更改為有門神的三川殿樣式，靈骨移往廟後，並去除原本「萬善諸君印」的廟印，還立有雕有龍鳳石柱、加裝五營神將，象徵著主祀神地位提升，不再是萬善祠，更改廟名為「媽靈宮」。1988年5月10日，觀光局邀集相關機關舉辦西濱公路勘察總檢討，初步決定在沿線五十八處遊憩據點選選入優先辦理的三十二處，苗栗縣的有崎頂海水浴場、中港遊憩區、後龍海濱遊憩區、媽靈宮與苑裡海水浴場這五處。到2012年報導時，該廟主委翁隆吉表示，已歷經三次重建。

## 祭祀
在此廟興建之前，居民認為萬善塚所葬是戰亡遺骸，常會不定時挑飯擔前往祭拜。建廟後，有些不願意奉祀家中先人者亦會將其骨骸混入墓室，事後傳說先人托夢表示無法習慣軍中生活。後來1960年代時，信徒用輦轎來扶乩，認定主神大眾媽的姓名為「王寶英」、又名「金娘」，是乾隆皇的第九位皇妃，奉皇詔帶兵來臺灣平定反清勢力，在淡水登陸時結識一名叫「劉玄祥」的人士並讓他作開路先鋒，後往南征到大安溪便節節敗退，於赤土崎遭反抗埋伏、全軍覆沒，往後得此風水上「臥犬穴」的幫助，得以顯化助人，還蒙受玉皇大帝冊封，領有玉旨普化濟世。
廟因此扶乩，遂改造廟宇，脫離原來厲鬼祭祀。在初一十五中午舉行的犒軍儀式，焚燒紙錢早期從本來僅有更衣、銀紙，改為大百壽金以及壽金，以此凸顯神格，反映與陰兵的差異。居民亦會到這裡點光明燈、安太歲。對此神話產生與神格轉變，蔡承甫評論這是民間社會想像歷史的常見模式，藉皇妃增添貴族榮耀，使地方社群找到相互投射的互動想像，使地方關係更加緊密。
以農曆一月十六為大眾媽誕辰。其福品是擲筊決定，如2012年是以後龍米為底，加上壽麵、柑橘、龜餅、紅印泥、原子筆此六樣福品堆疊，其中原子筆則有取之不竭之意。廟方總幹事張海桐說，早年物資缺乏，每逢大眾媽聖誕，信眾就用過年才有的粿粹製作稱為「雞母狗仔」等地動物造型的粿以敬神或還願，後來越做越大，逐漸演化成龜餅。
七月十六日為年例祭祀。在2002年景氣不佳時，中元時節依然仍有五十餘團酬神戲。

## 蔣公廟
1979年，通霄洪姓鎮民在此廟旁購地興建兩種建築外觀為傳統的寺廟，其中一座祭祀蔣中正，另一座為城隍爺、包公。內部多處隔間，興建完成後，該人也搬進廟內居住。中國國民黨後龍民眾服務社指出，該廟主曾對黨部陳情爭取補助，但中央黨部派員實勘後，認為並無史蹟保存價值遂未予補助。該人去世後，後代因無力承接，將土地、廟賣給媽靈宮成為廟產。在2002年新聞時，廟方只對城隍廟內的神上香，並說將來要利用這塊土地時，會將蔣公廟、城隍廟拆除。不過2016年報導時，廟方張海桐表示，廟方陸續買下鄰近持分地，總面積達一甲，未來將有整體規畫，中正堂也還不會拆除。
導演黃信堯選用此中正廟做為《大佛普拉斯》劇中人物祈福躲禍的場景。他表示整間廟因為實在太過荒謬，所以旁白就故意用「極簡風」來表示這座廟的怪誕荒謬。